# Forças Armadas do Sudão

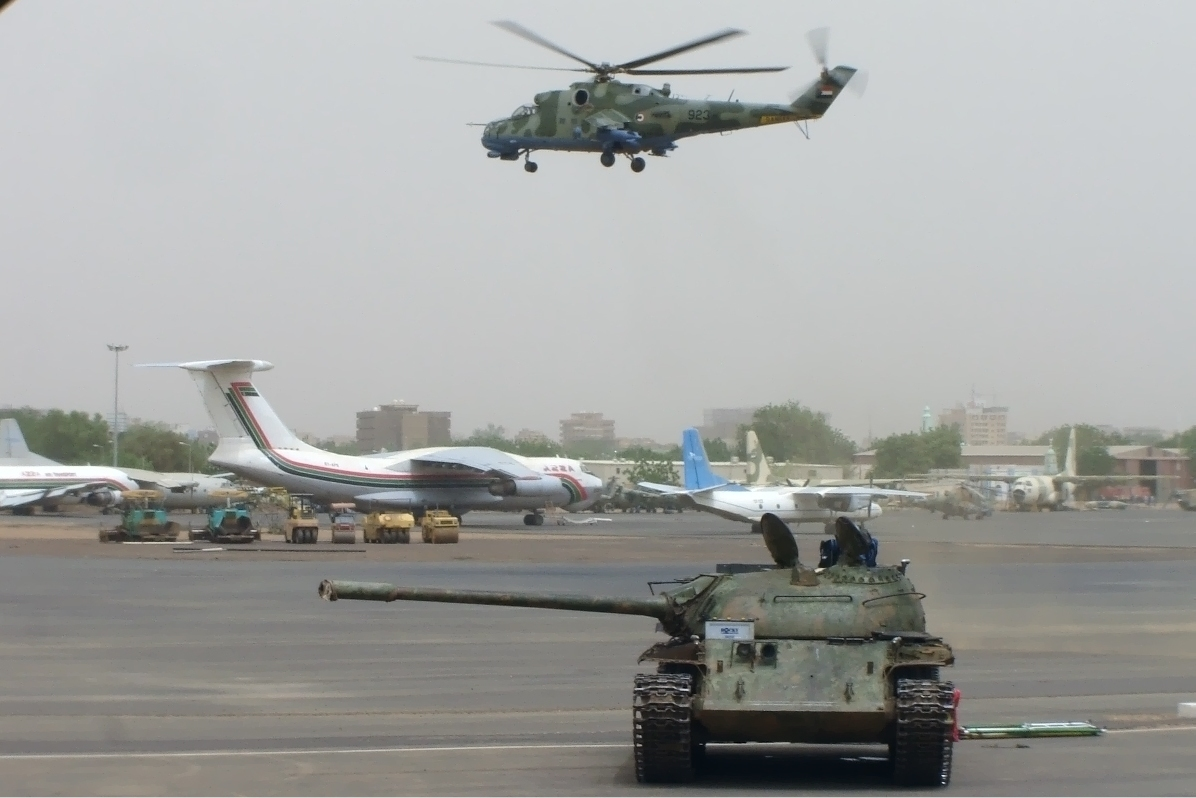
Um helicóptero Mil Mi-24 e um tanque de guerra sudaneses, em 2011.

As Forças Armadas Sudanesas (FAS; em árabe: القوات المسلحة السودانية, ou Al-Quwwat al-Musallaha as-Sudaniyah) são as forças militares da República do Sudão. Em 2011, foi estimado que tinham 109 mil combatentes em suas fileiras. Possui uma força aérea, um componente terrestre, uma marinha e milícias ligadas ao governo, além de grupos rebeldes associados, como o Exército Popular de Libertação Sudanês. Os militares sudaneses travaram várias guerras internas contra grupos insurgentes e externas contra vizinhos, sendo acusados de cumplicidade em genocídios e estupros.
Nas últimas duas décadas, sob pesadas sanções do ocidente, a maioria dos equipamentos militares das forças armadas do Sudão vem da China e da Rússia. O país possui uma indústria doméstica chamada Military Industry Corporation. Apesar da falta de recursos e equipamentos de ponta, seus soldados são considerados experientes e bem preparados.